# Kasugai
Kasugai (春日井市 Kasugai-shi?) es una ciudad localizada en la prefectura de Aichi, Japón. 
La ciudad fue fundada el 1 de junio de 1943. Para el 1 de octubre de 2003, contaba con una población estimada de unos 300.320 habitantes y una densidad de 3.165,92 personas por km². Cubre un área total de 92,71 km².
Su código postal es 〒486-8686.
Parte del aeropuerto de Nagoya está en Kasugai. El resto del aeropuerto se encuentra en la ciudad de Komaki.
El beisbolista Ichiro Suzuki(鈴木イチロー) nació en Kasugai.

## Ciudades hermanas
- Kelowna, Canadá